# Ernst Trendelenburg

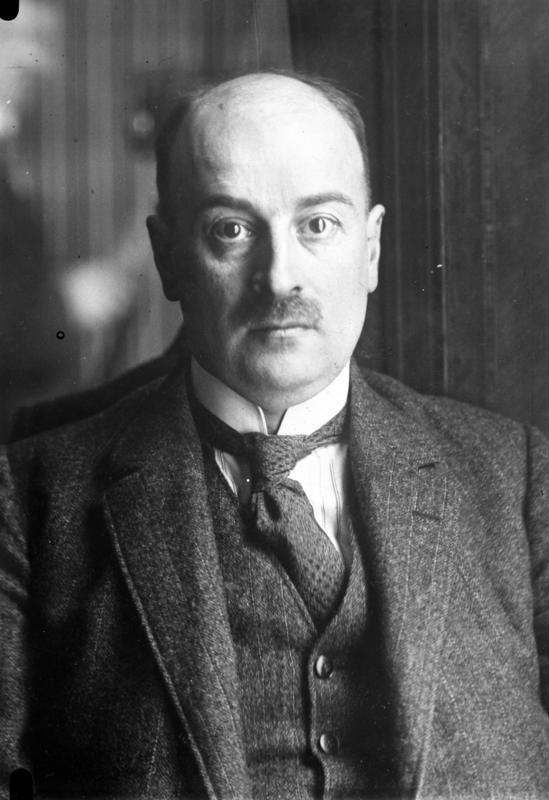
Ernst Trendelenburg

Ernst Paul Archibald Trendelenburg (* 13. Februar 1882 in Rostock; † 28. April 1945 in Berlin-Dahlem) war ein deutscher Verwaltungsjurist und Ministerialbeamter. Als DDP-Mitglied war er von 1923 bis 1932 Staatssekretär im Reichsministerium für Wirtschaft unter zehn Ministern und 1930–1932 Reichswirtschaftsminister in der Regierung Brüning.

## Leben und Beruf
Trendelenburg war Sohn des Chirurgen Friedrich Trendelenburg. Seine Brüder waren der Pharmakologe Paul Trendelenburg, der Physiologe Wilhelm Trendelenburg, der Jurist Friedrich Trendelenburg und der Physiker Ferdinand Trendelenburg. Nach dem Abitur 1900 an der humanistischen Thomasschule zu Leipzig nahm er ein Studium der Rechtswissenschaft an der Universität Bonn und der Universität Leipzig auf, welches er mit der Promotion zum Dr. iur. beendete. Ab 1903 war er Gerichtsreferendar in Siegburg, Flensburg, Wandsbek und Kiel. Er war ab 1908 als wissenschaftlicher Hilfsarbeiter im Reichsjustizamt tätig, übernahm anschließend Aufgaben im Reichsamt des Innern und wechselte 1917 als Vortragender Rat ins Reichswirtschaftsamt. Im Reichswirtschaftsamt war er für die Kriegsbewirtschaftung der Fette, Öle und Chemieprodukte verantwortlich. 1918 war er Teilnehmer an den Friedensverhandlungen in Bukarest. Außerdem war er von 1912 bis 1917 Generalsekretär der Kaiser-Wilhelm-Gesellschaft zur Förderung der Wissenschaften (KWG). Später war er von 1922 bis 1933 war er Mitglied des Senats der KWG.
Nach dem Ersten Weltkrieg schloss Trendelenburg sich der neu gegründeten Deutschen Demokratischen Partei an. Er war 1919–1922 Reichskommissar für Ein- und Ausfuhrbewilligungen. Anschließend wurde er als Ministerialdirigent ins Reichsministerium für Wirtschaft unter Reichswirtschaftsminister Rudolf Wissell berufen. Er amtierte von 1923 bis 1932 als erster Staatssekretär im Reichswirtschaftsministerium. Vom 26. Juni 1930 bis zum 9. Oktober 1931 sowie vom 28. April bis zum 30. Mai 1932 war er kommissarischer Reichsminister für Wirtschaft im ersten und zweiten Kabinett von Reichskanzler Heinrich Brüning. In seinen Funktionen war er u. a. an der Ausführung des Dawes- sowie des Young-Plans beteiligt. 1932/33 Vertreter Deutschlands als Untergeneralsekretär beim Völkerbund, 1934 wurde er Aufsichtsratsvorsitzender der Vereinigten Industrieunternehmen AG sowie der Reichs-Kredit-Gesellschaft AG, 1935 Leiter der Reichsgruppe Industrie, Chef der Ausfuhrgemeinschaft für Kriegsgerät und Präsidiumsmitglied der Deutschen Gruppe der Internationalen Handelskammer. Er unterhielt gute Kontakte zu Alfried Krupp von Bohlen und Halbach und Albert Vögler.
Bei Kriegsende mussten Ernst Trendelenburg und seine Frau Cläre die Vergewaltigung ihrer Tochter Karin miterleben. Daraufhin begingen sie zu dritt Suizid. Die Beisetzung erfolgte auf dem Waldfriedhof Dahlem.

## Werke
- Gesetz, betreffend die gemeinsamen Rechte der Besitzer von Schuldverschreibungen, Berlin 1915.
- Das Gesetz zur Einschränkung der Verfügungen über Miet- und Pachtzinsforderungen, Berlin 1915.
- Die Bundesratsverordnung zur Entlastung der Gerichte, Berlin 1915.
- Zur Frage der Außenhandelskontrolle, Berlin 1920.
- Weltwirtschaftskrise und Außenhandel, Berlin 1921.
- Exportförderung, Köln 1926.
- Mémoire sur la législation de divers états concernant la protection contre le dumping, notamment le dumping des changes, Genf 1927.
- Nomenclature et classification douanières, Genf 1927.
- Amerika und Europa in der Wirtschaftspolitik des Zeitabschnitts der Wirtschaftskonferenzen, Berlin 1943.